# 톨루엔 디이소시아네이트
톨루엔 디이소시아네이트(TDI, Toluene Diisocyanate)는 방향족 디이소시아네이트류 화학 물질이다.

## 생산
일반적인 제조공정은 디니트로톨루엔(DNT)의 수소화반응에 의해 생성된 톨루엔디아민(TDA)에 CDC(carbonyl dichloride)를 처리하여 제조한다.

## 응용
톨루엔 디이소시아네이트는 일반적으로 폴리우레탄 제품의 원료에 사용된다.

## 물리적 특징
녹는점이 11~14 °C 이므로 보관 중에는 적정온도 이상 유지하여야 한다. 인화점(135 °C) 이상의 온도에서 점화원에 노출될 경우 불이 붙을 수 있으며, 적절한 주의를 기울이지 않으면 화재가 발생할 수 있다. 물을 포함한 특정물질(암모니아, 폴리올, 알코올, 아민류, 수산화나트륨, 수산화칼슘)에 반응하여, 열과 이산화탄소가 발생하므로 혼합후 시간이 경과되면 밀폐된 용기 내 과도한 압력이 발생할 수 있다.

## 안전보건
작업환경측면에서 8시간 평균 노출기준(TWA)은 50 ppm이다. 톨루엔 디이소시아네이트는 흡입시 입, 기관지 및 폐에 자극을 주어 가슴 압박, 기침, 호흡곤란 , 눈물, 피부 가려움 등을 일으킬 수 있다. 이러한 증상은 즉시 또는 24시간 이내에 나타날 수 있다.
농도가 낮은 증기라도 장기간 노출될 경우 천식 증상이 나타나면서 기관지염을 일으킬 수 있다. 따라서, 취급시에는 환기가 잘되는 작업장에서 네오프렌 장갑, 안전안경, 긴소매 작업복을 착용하고, TDI 증기를 흡입하지 않도록 국소배기장치(Hood)가 있는 곳에서 취급하거나 국소배기장치가 없는 곳에서는 유기용 필터가 장착된 마스크를 반드시 착용하여야 한다.
화재시에는 발생하는 가스나 증기에 중독되지 않도록 반드시 에어팩을 착용하거나 송기마스크를 착용함은 물론 장화, 헬멧, 고무옷등을 착용한 후 포소화약제, 분말소화약제, 이산화탄소 소화약제를 이용하거나 다량의 물을 사용하여 화재를 진압하여야 한다.
누출시에는 호흡기 보호장비를 반드시 착용한 후, 새어 나온 부근의 환기부터 잘되도록 조치한 후 중화제를 사용하여 오염물질을 제거하고, 폐기물은 수분과 반응해서 이산화탄소가 발생하며 용기를 팽창시켜 파열시킬 수 있으므로 용기를 밀폐하지 않도록 하여야 한다.
다량으로 누출시는 외부사람의 출입금지, 화기사용 절대금지 및 배수구 등에 흘러들지 않게 추가 조치 한다. 톨루엔 디이소시아네이트에 피폭되어 옷이 오염된 경우 옷은 벗어서 두 겹으로된 비닐백에 넣어 폐기물 처리 하고 노출된 피부와 머리카락은 적어도 15분간 물로 씻어 내고, 눈에 들어 갔을때도 반드시 흐르는 물이나 식염수에 15분간 충분히 씻어낸 후 의료진의 처방을 받아야 한다.
증기를 흡입했을 때는 곧 신선한 공기를 마실 수 있는 곳으로 옮겨 안정을 취하게 하고 체온유지 등에 주의를 기울인 후 의사의 진찰을 받도록 한다. 특히 호흡기 계통에 강한 자극감을 느끼거나 기관지의 발작이 있으면 의사의 진찰을 받아야 한다.

## 같이 보기
- 메틸렌 다이페닐 다이아이소사이아네이트

## 참고 자료
- 식품의약품안전평가원 독성정보제공시스템 - 디이소시안산 톨루엔(Toluene Diisocyanate)
- IUCLID Chemical Data Sheet, EC-ECB
- The Chemical Database, The Department of Chemical at the University of Akron(https://web.archive.org/web/20110406121718/http://ull.chemistry.uakron.edu/erd/)
- ECB-ESIS(European Chemical Substances Information System) (https://web.archive.org/web/20080907200823/http://ecb.jrc.it/esis/)
- International Chemical Safety Cards(ICSC) (http://www.nihs.go.jp/ICSC)
- Hazardous Chemical Data Book, G.Weiss, Noyes
- Condened Chemical Dictionary, G.Hawley, 9th Ed, Van Nostrand Reinhold